# Карел Гейма
Карел Гейма (чеськ. Karel Hejma; 10 серпня 1905, Крочеглави, Кладно — 5 листопада 1980) — чеський футболіст. Відомий виступами, зокрема, у складі «Спарти» (Прага) і «Славії» (Прага), а також національної збірної Чехословаччини.

## Футбольна кар'єра
В 1928 році з командою «Крочеглави» (Кладно) став фіналістом чемпіонату Чехословаччини серед аматорів. У вирішальному матчі «Крочеглави» поступились з рахунком 0:2 клубу «Простейов».
Два роки грав у празькій «Спарті», в складі якої був фіналістом Кубка Мітропи 1930.
Дворазовий чемпіон Чехословаччини 1933 і 1934 років в складі празької «Славії». 

## Кар'єра в збірній
За збірну Чехословаччини провів 3 матчі і забив 1 гол (у товариському матчі з Бельгією 1930 року). 

## Титули і досягнення
- Чемпіон Чехословаччини (2):

«Славія» (Прага):  1933, 1934
- Срібний призер чемпіонату Чехословаччини (2):

«Спарта» (Прага): 1930, 1931,
- Фіналіст Середньочеського кубка (1):

«Спарта» (Прага): 1928
- Фіналіст Кубка Мітропи (1):

«Спарта» (Прага): 1930
- Фіналіст чемпіонату Чехословаччини серед аматорів (1):

«Крочеглави» (Кладно): 1928